# Flaga Afganistanu
Flaga Islamskiego Emiratu Afganistanu składa się z czarnej szahady umiejscowionej centralnie na białym tle. Jest to również flaga organizacji talibów.

## Historia
Częste zmiany polityczne spowodowały, że Afganistan od uzyskania niepodległości w 1919 roku kilkunastokrotnie zmieniał flagę państwową.
Od początku jej istnienia była wymieniana 28 razy. Ostatni raz została zmieniona w 2021 roku, po przejęciu ponownie władzy przez talibów. 

## Flagi historyczne
W XX wieku flaga Afganistanu była najczęściej zmienianą flagą narodową na świecie.
| Flaga | Okres                                                                         | Proporcje | Rząd                                | Uwagi |
| ----- | ----------------------------------------------------------------------------- | --------- | ----------------------------------- | --- |
|       | 1709–1738                                                                     | 2:3       | Dynastia Hotaki                     | |
|       | 1747–1842                                                                     | 2:3       | Dynastia Durrani                    | Flaga używana za rządów Ahmeda Szaha Abdali i jego dynastii. |
|       | 1880–1901                                                                     | 2:3       | Emirat Afganistanu                  | Flaga używana za rządów Abdura Rahmana Chana. |
|       | 1901–1919                                                                     | 3:5       | Emirat Afganistanu                  | Flagi używał Habibullah Chan. Wprowadził do flagi pierwsze godło. |
|       | 1919–1921                                                                     | 2:3       | Emirat Afganistanu                  | Pierwsza flaga, której używał Amanullah Chan/Shah. Godło zostało umieszczone w oktogramie. |
|       | 1921–1926                                                                     | 2:3       | Emirat Afganistanu                  | Druga flaga, której używał Amanullah Chan/Shah. Zmieniono proporcje godła. |
|       | 1926–1928                                                                     | 2:3       | Królestwo Afganistanu               | Trzecia flaga, której używał Amanullah Chan/Shah. Usunięto oktogram i powiększono godło. |
|       | 1928–1929                                                                     | 2:3       | Królestwo Afganistanu               | Czwarta flaga, której używał Amanullah Chan/Shah. Czarne, czerwone i zielone kolory symbolizowały przeszłość, krew przelaną na niepodległość i nadzieję na przyszłość. Nowe godło przedstawiało dwie pokryte śniegiem góry – symbol nowego królestwa.                                           |
|       | 1929                                                                          | 2:3       | Emirat Afganistanu                  | Flagi używał Baczcza-i Saku. Kolorystyka nawiązuje do flagi używanej w XIII wieku. |
|       | 1929 – 27 marca 1930                                                          | 2:3       | Królestwo Afganistanu               | Pierwsza flaga, której używał Mohammed Nadir Shah. Przywrócono trójkolorową flagę z godłem o proporcjach używanych w latach 1921-1926. |
|       | 27 marca 1930 – 16 lipca 1973                                                 | 2:3       | Królestwo Afganistanu               | Druga flaga, której używał Mohammed Nadir Shah, używał jej też jego syn, Mohammed Zahir Shah. Zmieniono i powiększono godło. Pod meczetem zapisano rok 1348 ery muzułmańskiej (1929), symbolizujący początek rządów dynastii.                                                                   |
|       | 17 lipca 1973 – 8 maja 1974                                                   | 2:3       | I Republika Afganistanu             | Pierwsza flaga republiki. Usunięto rok pod meczetem. |
|       | 9 maja 1974 – 26 kwietnia 1978                                                | 2:3       | I Republika Afganistanu             | Druga flaga republiki. Zmieniono układ barw. Meczet w godle zastąpiono orłem. |
|       | 27 kwietnia – 18 października 1978                                            | 2:3       | Demokratyczna Republika Afganistanu | Flaga wprowadzona po przejęciu władzy przez komunistów. Usunięto godło. |
|       | 19 października 1978 – 21 kwietnia 1980                                       | 1:2       | Demokratyczna Republika Afganistanu | Czerwona flaga symbolizuje komunizm. W godle umieszczono gwiazdę, której pięć ramion symbolizuje pięć narodów Afganistanu. Dodano słowo "khalq" oznaczające lud. |
|       | 22 kwietnia 1980 – 29 listopada 1987                                          | 1:2       | Demokratyczna Republika Afganistanu | Przywrócono trójkolorowe barwy. W godle umieszczono słońce oraz pulpit z Koranem. |
|       | 30 listopada 1987 – 26 kwietnia 1992                                          | 1:2       | II Republika Afganistanu            | Z godła usunięto czerwoną gwiazdę i Koran. |
|       | 27 kwietnia – 6 grudnia 1992                                                  | 1:2       | II Republika Afganistanu            | Tymczasowa flaga. W środkowym pasie znajdowała się szahada, natomiast w górnym pasie zdanie Bóg jest wielki (arab. الله أكبر, Allāhu Akbar). |
|       | 27 kwietnia – 6 grudnia 1992                                                  | 1:2       | Islamska Republika Afganistanu      | Drugi wariant flagi tymczasowej. Usunięto szahadę, zmieniono układ barw. |
|       | 7 grudnia 1992 – 26 października 1996 (de facto), 12 listopada 2001 (de iure) | 1:2       | Islamska Republika Afganistanu      | Dodano godło podobne do tego, które było używane w latach 1930–1973, które następnie zmodyfikowano o szahadę i miecze. Pod meczetem zapisano rok 1298 ery muzułmańskiej (1919), czyli rok niepodległości od Wielkiej Brytanii. Nad meczetem znalazł się napis „Islamska Republika Afganistanu". |
|       | 27 września 1996 – 26 października 1997                                       | 2:3       | Islamski Emirat Afganistanu         | Biała flaga Talibów. |
|       | 27 października 1997 – 12 listopada 2001                                      | 2:3       | Islamski Emirat Afganistanu         | Dodano szahadę. |
|       | 27 października 1997 – 12 listopada 2001                                      | 2:3       | Islamski Emirat Afganistanu         | Wariant z zielonym napisem. |
|       | 13 listopada 2001 – 27 stycznia 2002                                          | 1:2       | Islamska Republika Afganistanu      | Przywrócono zmodyfikowaną flagę z lat 1992–1996. |
|       | 28 stycznia 2002 – 9 października 2004                                        | 1:2       | Islamska Republika Afganistanu      | Nowa flaga, nawiązująca do flagi z lat 1930–1973. |
|       | 9 października 2004 – 19 sierpnia 2013                                        | 2:3       | Islamska Republika Afganistanu      | Zmieniono proporcję i odcień zieleni. Napis „Islamska Republika Afganistanu" zmieniono na „Afganistan". |
|       | 19 sierpnia 2013 – 16 sierpnia 2021                                           | 2:3       | Islamska Republika Afganistanu      | Zmieniono odcień czerwieni i powiększono godło. |
|       | od 16 sierpnia 2021                                                           | 2:3       | Islamski Emirat Afganistanu         | Nowa flaga, nawiązująca do flagi z lat 1997–2001. |